# Кідяєв Юрій Костянтинович
Юрій Костянтинович Кідяев (28 лютого 1955, Москва) - радянський гандболіст, чемпіон Олімпійських ігор 1976 року.

## Біографія
Військовослужбовець. Виступав за ЦСКА (Москва). Засл. майстер спорту (1976). 
Чемпіон Олімпійських ігор 1976 року. Срібний призер Олімпіади 1980 року. 
Чемпіон світу 1982 року. Сріб. призер ЧС 1978, 1985. Володар Суперкубка 1985 року, Кубка володарів кубків 1987 року. Чемпіон СРСР 1976-1980, 1982, 1983, 1987. Переможець Спартакіади народів СРСР 1975 і 1979 році. 
У складі збірної команди СРСР провів 252 зустрічі, закинув 601 м'яч. 
Багато років працював тренером за кордоном.